# Matti Visanti
Matti Visanti (né August Mattias Björklund le 31 mai 1885 à Oulu et mort le  25 novembre 1957 à Helsinki) est un architecte et artiste visuel finlandais.

## Ouvrages

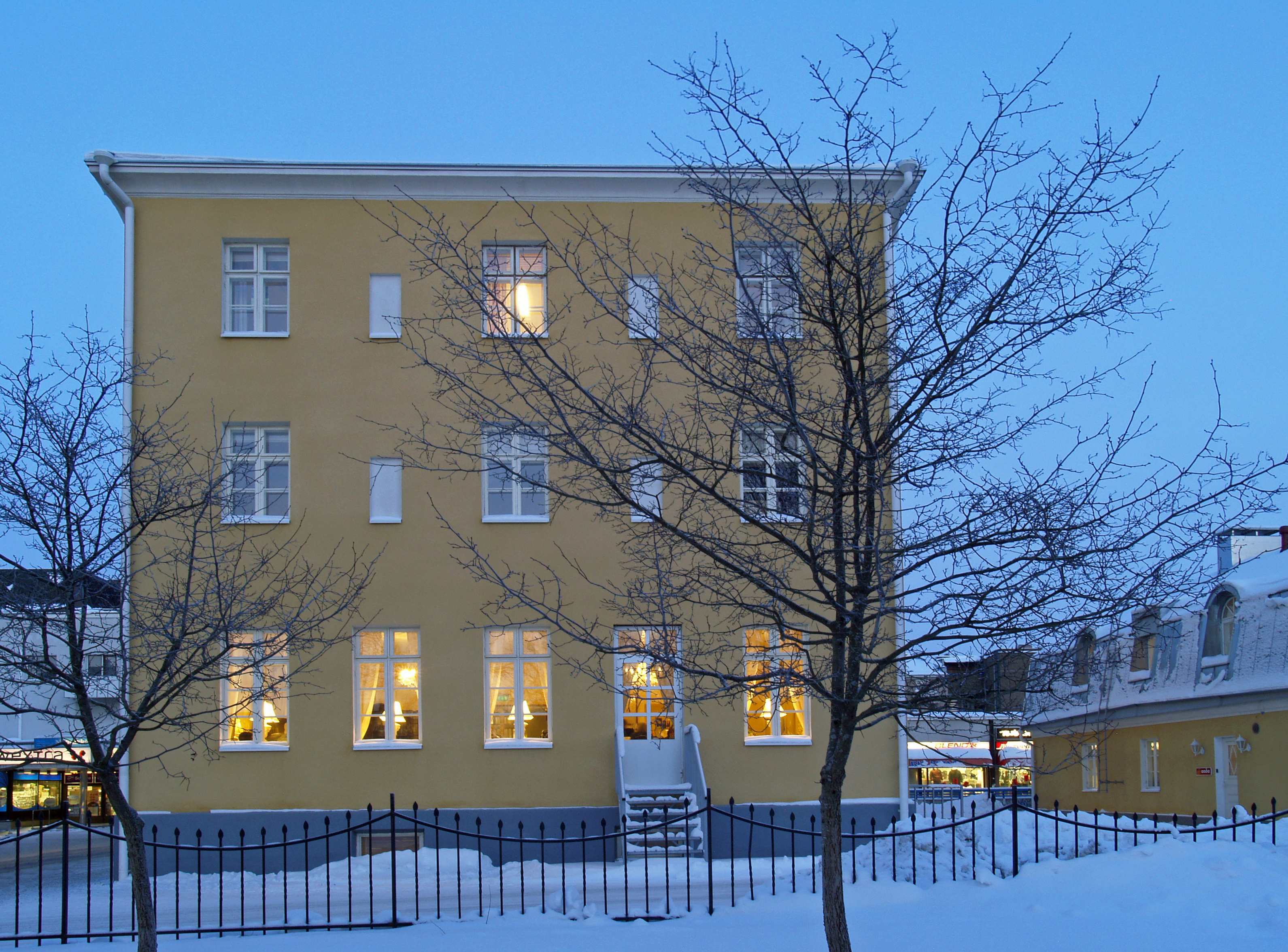
Hôtel Seurahuone de Seinäjoki.

### Architecture
- Mairie de Lapua, 1921
- Mairie de Seinäjoki, 1923
- École mixte de Vaasa, 1926
- École mixte de Seinäjoki, 1926
- Immeuble de Kirjapaino Oy, Vaasa, 1928
- Château d'eau, Seinäjoki, 1931
- Église de Nummijärvi, Kauhajoki, 1931
- Hôtel Seurahuone, Seinäjoki.

### Statues
- Statue aux héros, Église d'Isokyrö[2]
- Statue aux héros, Église de Kälviä
- Statue aux héros, Église de Laihia[3]
- Statue aux héros, Mustasaari
- Statue aux héros, Église de Nummijärvi[4]
- Statue aux héros, Église de Somerniemi 1949
- Statue aux héros, Tammela[5]

### Mémoriaux
- Mémorial de la bataille d'Isokyrö, Isokyrö 1920
- Mémorial de  Jaakko Ilkka, Ilmajoki 1924
- Mémorial de la bataille de Santavuori, Ilmajoki 1925
- Mémorial de la bataille de Siikajoki, Siikajoki 1934
- Mémorial de Halkokari, Kokkola 16.9.1934

### Illustrations de livres
- Kyösti Wilkuna: Miekka ja sana, osat I–II. WSOY 1919
- Eino Leino: Pajarin poika. Otava 1922
- Eino Leino: Puolan paanit. Otava 1922
- Kalevala, Helsinki, Kalevala, 1938
- Kanteletar. Oy Suomen Kirja 1940.
- Aleksis Kivi: Seitsemän veljestä. Nide Oy 1950
- Johanneksen Ilmestys,  WSOY 1955

### Autres
- Retable de l'église de Ranua
- Blason d'Isokyrö
- Blason d'Alavus